# LG G Pad 8.3
LG G Pad 8.3 (также известный как LG G Tab 8.3) представляет собой 8,3-дюймовый (21 см) планшетный компьютер на базе Android, производимый и продаваемый LG Electronics. Он принадлежит к серии LG G, анонсирован 4 сентября 2013 года и выпущен в ноябре 2013 года. В отличие от своего предшественника с 8,9-дюймовым (23 см) экраном, G Pad 8.3 имеет меньший 8,3-дюймовый (21 см) экран.

## История
Впервые о G Pad 8.3 было объявлено 31 августа 2013 года. Он был официально представлен на Mobile World Conference 2013. В то время LG подтвердила, что G Pad 8.3 будет выпущен во всем мире в четвертом квартале (Q4) 2013 года.
14 октября 2013 года G Pad 8.3 был выпущен в Корее за 550 000 вон. Позже он был выпущен на рынок США 15 ноября 2013 года по цене 349,99 долларов США.
10 декабря 2013 года в магазине Google Play была выпущена версия G Pad 8.3 со стандартным Android 4.4 (аналогично одному из его конкурентов, Nexus 7).
Начиная с марта 2014 года Verizon Wireless начала предлагать версию G Pad 8.3 для сети Verizon 4G LTE, известную как LG G Pad 8.3 LTE. Он был запущен по цене 99,99 долларов США с 6 по 10 марта, а затем предлагался по цене 199,99 долларов США с двухлетней активацией. Он также был доступен без контракта по цене 299,99 долларов.

## Функции
- G Pad 8.3 выпущен с Android 4.2.2 Jelly Bean. LG настроила интерфейс с помощью программного обеспечения Optimus UI. Помимо приложений от Google, включая Google Play, Gmail и YouTube, он имеет доступ к приложениям LG, таким как QPair, QSlide, KnockOn и Slide Aside.
- G Pad 8.3 доступен в четырех вариантах[5]:
- LG GPad 8.3 LTE (VK810) для сети Verizon Wireless LTE
- LG G Pad 8.3 Google Play Edition (V510) с приложениями Google и автоматическими обновлениями
- LG G Pad 8.3 Black (V500 Black) только для Wi-Fi
- LG G Pad 8.3 White (V500 White) только для Wi-Fi
- Объем встроенной памяти составляет 16 ГБ, есть слот для карты памяти microSDXC для расширения. Он имеет 8,3-дюймовый (21 см) TFT-экран WUXGA с разрешением 1920 на 1200 пикселей. Он оснащен фронтальной камерой 1,3 МП без вспышки и задней камерой 5,0 МП с автофокусом, а также возможностью записи HD-видео[6].
- В апреле 2014 года LG выпустила обновление с Android 4.4.2 KitKat с некоторыми улучшениями пользовательского интерфейса и браузера, а также некоторыми новыми графическими деталями, такими как прозрачная строка состояния и белые индикаторы, включенные в KitKat[7]. В конце июня 2014 года LG выпустила обновление Android 4.4.4 KitKat для G Pad 8.3 Google Play Edition[8]. В апреле 2015 года версии GPE были обновлены до Android 5.1 Lollipop[9].